# 川田武司
川田 武司（かわた たけし、1947年8月6日 - ）は日本の技術者、実業家。アイシン精機取締役副社長や、アドヴィックス代表取締役社長を務めた。

## 経歴･人物
大阪府出身。1972年名古屋工業大学工学部第一部経営工学科卒業後、プラントメーカーでエンジニアを務めたのち、1973年アイシン精機に入社。品質保証部に配属されたのち、情報システム部在籍中に過労で休職し、経営企画に異動となる。1999年取締役に昇格。2005年取締役副社長。2009年からアドヴィックス代表取締役社長を務め、トヨタグループ内のブレーキ事業のアドヴィックスへの集約を進めるなどした。参議院少子高齢化・共生社会に関する調査会参考人なども務めた。